# Nacionalni park Waterton Lakes
Nacionalni park Waterton Lakes (engleski: Waterton Lakes National Park) je jedan od najstarijih kanadskih nacionalnih parkova, osnovan još 1895. godine. Nalazi se na istočnim obroncima kanadskog Stjenjaka na krajnjem jugozapadu kanadske pokrajine Alberte. NP Waterton Lakes ima površinu od od 505 km² i cijelom svojom južnom stranom graniči s NP Glacierom u Montani (SAD), s kojim je službeno ujedinjen u međunarodnoj akciji koju je poduzeo Sir Charles Arthur Mander u ime Internacionalnog Rotary kluba 18. lipnja 1932. godine. Zbog toga su oni zajedno postali rezervat biosfere 1979. godine, i upisani su a UNESCO-ov popis mjesta svjetske baštine u Sjevernoj Americi 1995. godine pod nazivom "Internacionalni park mira Waterton-Glacier".
Sjedište parka se nalazi u istoimenom gradu i odmaralištu,  Waterton Parku, koji se nalazi na obali jezera Waterton, po kojemu je park i dobio ime. Jezero Waterton je pak nazvano po engleskom prirodoslovcu i konzervacionistu iz 19. st., Charlesu Watertonu. Park je 2013. godine imao 402.542 posjetitelja, što ga čini jednim od najsposjećenijih parkova u Kanadi. 

## Odlike
NP Waterton Lakes ima jedinstven krajolik alpske tundre i visokih livada, te ekosustav jezera (najdubljih u Kanadi), više crnogorične šume borova i smreka, niže listopadne šume vrba, topola i javora i na koncu prerija. Park je zbog toga jako bogat biljnim i životinjskim vrstama velike bioraznolikosti, te je zajedno sa susjednim NP Glacier, 1979. godine proglašen za rezervat biosfere.
Park je jedinstven po naglom prijelazu iz prerije u visoke planine, bez uobičajenih prijelaznih brda. Ovaj krajolik je nastao pomjeranjem ledenjaka, uglavnom tijekom posljednjeg ledenog doba, koji su oblikovali sedimentne stijene nastale u posljednjih 1.250 milijuna godina.
Zahvaljujući prevlasti morske klime, za razliku od hladnog sjevernog Stjenjaka, u parku se javljaju mnoge vrste biljaka koje su uobičajene na dalekom zapadu. Sve u svemu u parku je zabilježeno 61 vrsta sisavaca, kao što su: sivi medvjed, američki crni medvjed, sivi vuk, kojot, puma, hermelin, bizon, ušati jelen (Odocoileus hemionus), bjelorepi jelen (Odocoileus virginianus), divokoza i američki muflon, te dabar i ondatra (Ondatra zibethicus); ali i 241 vrsta ptica (kao što su bjeloglavi orao i sivi sokol) i 20 vrsta riba (više vrsta lososa i pastrva), dok vodozemci i gmazovi još nisu dobro istraženi.
- Hotel Prince of Wales na obali jezera Waterton
- Slap Cameron
- Red Rock Canyon
- Gornji Blakiston slapovi
- Bizoni u NP Waterton Lakes

## Vanjske poveznice
- Službene stranice parka  Arhivirana inačica izvorne stranice od 5. ožujka 2008. (Wayback Machine) (engl.)
- Turističke stranice grada Waterton Lakesa  Arhivirana inačica izvorne stranice od 16. veljače 2010. (Wayback Machine) (engl.)
- Waterton Lakes National Park  Arhivirana inačica izvorne stranice od 12. listopada 2008. (Wayback Machine) na Canadianrockies.net (engl.)
- Kratka povijest parka Waterton Lakes  Arhivirana inačica izvorne stranice od 18. veljače 2012. (Wayback Machine) (engl.)

|  | Zajednički poslužitelj ima još gradiva o temi Waterton Lakes National Park |